# حارة الكبس (المحفد)
الكبس هي إحدى حارات حي 5 أكتوبر بمدينة المحفد التابعة لمحافظة أبين، بلغ تعداد سكانها 591 نسمة حسب تعداد اليمن لعام 2004.